# Stella McCartney
Stella Nina McCartney Willis, OBE (přechýleně McCartneyová Willisová; * 13. září 1971 v Londýně) je britská módní návrhářka, dcera legendárního hudebníka Paula McCartneyho a fotografky a obhájkyně práv zvířat Lindy McCartney.

## Biografie
Stella McCartney pracovala pro slavné značky (Chloé, Gucci, Adidas, Karl Lagerfeld), navrhovala kostýmy pro Madonnu, Annie Lennox, Gwyneth Paltrow. Získala několik ocenění.
V srpnu 2003 se provdala za Alasdhaira Willise, v únoru 2005 se jí narodil syn Miller Alasdhair James Willis.

## Raný život
Stella McCartney se narodila 13. září 1971 v King's College Hospital v Camberwell, Londýn. Byla pojmenována po svých prababičkách z matčiny strany. Její matka Linda byla židovského původu. Jako dítě cestovala po světě se svými rodiči a jejich kapelou Wings spolu se svými sourozenci: starší nevlastní sestrou Heather, starší sestrou Mary a mladším bratrem Jamesem. Název kapely Wings byl inspirován obtížným porodem Stelly, při kterém Paul McCartney modlil, aby jeho dcera byla 'narozená na křídlech anděla'.
Navzdory slávě se McCartneyovi snažili, aby jejich děti žily co nejběžnější život, a tak Stella a její sourozenci navštěvovali místní státní školy v East Sussexu, včetně Bexhill College. Stella později uvedla, že byla na škole šikanována, ale přiznala, že i ona sama se v určité době chovala jako tyran.

## Kariéra
Stella McCartney se začala zajímat o navrhování oblečení již jako dítě. Ve třinácti letech navrhla svou první bundu. O tři roky později absolvovala stáž u Christiana Lacroixe, kde pracovala na své první haute couture kolekci. Svou odbornost dále zdokonalovala u Edwarda Sextona, krejčího jejího otce.
Studovala na Ravensbourne College of Design and Communication (nyní Ravensbourne University London) a následně módní design na Central Saint Martins, kde absolvovala v roce 1995. Její absolventskou kolekci představily zdarma supermodelky Naomi Campbell, Yasmin Le Bon a Kate Moss na módní přehlídce, kterou doprovázela píseň jejího otce "Stella May Day".
Stella McCartney je celoživotní vegetariánkou a ve svých návrzích nepoužívá kůži ani kožešiny. V roce 2015 ji deník The Guardian popsal jako 'konzistentní a hlasitou' podporovatelku práv zvířat. Některé její návrhy obsahují texty, které rozvíjejí její postoj 'žádná zvířata'; například jedna z jejích Adidas bund nese nápis 'vhodné pro sportovní vegetariány'. Přesto její používání syntetických materiálů založených na ropě vyvolalo ekologické obavy.
V roce 1997 byla McCartney jmenována kreativní ředitelkou značky Chloé, kde působila až do roku 2001. V roce 2001 založila svou vlastní módní značku ve spolupráci s Gucci Group (nyní Kering) a svou první kolekci představila v Paříži. Dnes provozuje 51 samostatných obchodů po celém světě, včetně New Yorku, Londýna, Los Angeles a Paříže.
V roce 2003 uvedla na trh svůj první parfém "Stella". V roce 2007 spustila organickou řadu péče o pleť s názvem CARE. V roce 2008 uvedla na trh novou linii spodního prádla a v roce 2010 kolekci pro děti.
V roce 2016 představila svou první kolekci pánského oblečení a v roce 2018, po 17 letech partnerství s Kering, odkoupila jejich podíl ve své společnosti a převzala plnou kontrolu nad svým módním impériem. Následující rok uzavřela strategické partnerství s LVMH. Navrhla také svatební šaty pro Meghan Markle na recepci po její svatbě s princem Harrym.

## Spolupráce
McCartney spolupracovala s mnoha významnými značkami, včetně dlouhodobé spolupráce s Adidas. V roce 2010 spolupracovala s Disney na šperkové kolekci inspirované filmem Alenka v říši divů a společně s PETA se snažila prosadit zákaz používání kožešin z kanadských černých medvědů pro klobouky britské armády.

## Olympijský team GB
V roce 2010 byla jmenována kreativní ředitelkou Team GB pro Olympijské hry 2012, což bylo poprvé, kdy přední módní návrhář navrhl oblečení pro celý tým na olympijských a paralympijských hrách.

## Ocenění
Stella McCartney získala řadu ocenění, včetně titulu CBE (Commander of the Order of the British Empire) za své služby módě a udržitelnosti v roce 2022. V roce 2013 byla také jmenována OBE (Officer of the Order of the British Empire).

## Osobní život
Stella McCartney je od roku 2003 vdaná za britského vydavatele Alasdhaira Willise, se kterým má čtyři děti. V roce 2018 otevřeně hovořila o svých problémech s úzkostmi po smrti své matky a o tom, jak jí pomohla transcendentalní meditace.